# Holectypidae
Famille
Les Holectypidae sont une famille éteinte d'oursins irréguliers à mâchoire, de l'ordre des Holectypoida.
Ils ont vécu au Crétacé.

## Liste des genres
Selon BioLib (13 mars 2022) :
- sous-famille Coenholectypinae Smith & Wright, 1999 †
  - genre Coenholectypus Pomel, 1883 †
  - genre Coptodiscus Cotteau & Gauthier, 1895 †
  - genre Lanieria Duncan, 1889 †
  - genre Temnholectypus Lambert, 1918 †
- sous-famille Discoidinae Lambert, 1900 †
  - genre Camerogalerus Quenstedt, 1873 †
  - genre Discholectypus Pomel, 1883 †
  - genre Discoides Parkinson, 1811 †

Fossile d'Holectypus depressus

  - genre Dixonia Wagner & Durham, 1964 †
- genre Holectypus Desor, 1842 †
- genre Philolectypus Vadet, 1997 †